# Ayesha Naseem
Ayesha Naseem (Urdu عائشہ نسیم; * 7. August 2004 in Abbottabad, Pakistan) ist eine pakistanische Cricketspielerin die seit 2020 für die pakistanische Nationalmannschaft spielt.

## Aktive Karriere
Schon als 11-Jährige gab sie ihr Debüt im nationalen pakistanischen Cricket für Abbottabad. Als 15-Jährige wurde sie im Frühjahr 2020 für den ICC Women’s T20 World Cup 2020 nominiert und gab dort beim abschließenden Gruppenspiel gegen Thailand ihr Nationalmannschafts-Debüt. In der Folge etablierte sie sich im WTwenty20-Team. Im Juli 2021 gab sie bei der Tour in den West Indies ihr WODI-Debüt. Bei der WTwenty20-Serie gegen Sri Lanka im Mai 2022 konnte sie mit 45* Runs im zweiten Spiel den Serien-Sieg sichern und wurde dafür als Spielerin des Spiels ausgezeichnet. Kurz darauf wurde sie für die Commonwealth Games nominiert und kam dabei bei allen drei Spielen der pakistanischen Mannschaft zum Einsatz. Beim Women’s Twenty20 Asia Cup 2022 konnte sie nicht herausstechen. Lediglich im Gruppenspiel gegen Sri Lanka gelangen ihr mit 16* Runs eine zweistellige Run-Zahl. Beim ICC Women’s T20 World Cup 2023 absolvierte sie zwei Spiele und konnte dort gegen Indien 43* Runs erreichen.